# Șirinșo Șotemur
Șirinșo Șotemur (scris și Șirinșah Șahtimur, Șirinșo Șotemor; tadjikă Шириншоҳ Шоҳтемур, cu alfabet latin, Șirinșoh Șohtemur; rusă Шириншо Шотемор, cu alfabet latin Širinšo Šotemor; n. 1 decembrie 1899, Вилояти Мухтори Кӯҳистони Бадахшон, Tadjikistan – d. 27 octombrie 1937, Moscova, RSFS Rusă, URSS) a fost un politician proeminent tadjic care a adus o contribuție majoră la istoria timpurie a Tadjikistanului sovietic și a contribuit la înființarea Republicii Socialiste Sovietice Tadjice.